# Pseudoregma koshunensis
Pseudoregma koshunensis är en insektsart som först beskrevs av Takahashi, R. 1924.  Pseudoregma koshunensis ingår i släktet Pseudoregma och familjen långrörsbladlöss. Inga underarter finns listade i Catalogue of Life.